# صوني ويذ أه تشانس
صوني ويث أه تشانس (بالإنجليزية: Sonny With a Chance؛ يترجم كـ « صوني مع فرصة »)‏ هو مسلسل أمريكي كوميدي من إنتاج قناة ديزني. يتحدث هذا المسلسل عن فتاة تدعى «صوني مونرو» (تمثيل ديمي لوفاتو) انتقلت إلى هوليوود لكي تحقق حلمها وهو التمثيل في برنامج يدعى « سو راندوم! » (So Random!). في يومها الأول التقت بطاقم البرنامج من: توني هارت، نيكو، غرايدي، وزورا.
حيث تبدا صوني مونرو بالتاقلم في حياتها الجديدة في هوليوود وحيث عانت بعض المشاكل للتاقلم خصوصا مع توني هارت ولكن بعد مرور الوقت أصبحتا صديقتان ومن خلال المسلسل (صوني مع فرصة)يتم عرض برنامجين وهما عشوائي جداوماكنزي فلز حيث تلتقي بالمتكبر تشاد ديلان كوبر يكون اعجاب بين تشاد وصوني إلا أنهما ينكران هذا وتكون الإثارة والضحك والمتعة في هذا المسلسل الممتع.

## روابط خارجية
- صوني ويذ أه تشانس على موقع IMDb (الإنجليزية)
- صوني ويذ أه تشانس على موقع ميتاكريتيك (الإنجليزية)
- صوني ويذ أه تشانس على موقع روتن توميتوز (الإنجليزية)
- صوني ويذ أه تشانس على موقع كينوبويسك (الروسية)
- صوني ويذ أه تشانس على موقع ألو سيني (الفرنسية)
- صوني ويذ أه تشانس على موقع قاعدة بيانات الفيلم (الإنجليزية)